# Білик Ігор Вікторович
І́гор Ві́кторович Бі́лик (14 лютого 1979 — 21 січня 2020) — солдат Збройних Сил України, учасник російсько-української війни. Один із «кіборгів».

## Короткий життєпис
Закінчив ПТУ, електрозварник. Працював 14 років в КП «Тепловик», слюсар-ремонтник з обслуговування теплових мереж.
Влітку 2014-го мобілізований, солдат, 81-ша окрема аеромобільна бригада — 90-й окремий аеромобільний батальйон.
21 січня 2015-го загинув у бою з російськими збройними формуваннями за Донецький аеропорт.
Похований в місті Старокостянтинів, в останню дорогу проводжали тисячі містян. Без Ігоря залишилися батьки та молодший брат.

## Нагороди та вшанування
- Указом Президента України № 282/2015 від 23 травня 2015 року, «за особисту мужність і високий професіоналізм, виявлені у захисті державного суверенітету та територіальної цілісності України, вірність військовій присязі», нагороджений орденом «За мужність» III ступеня (посмертно)[1].
- Нагороджений нагрудним знаком «За оборону Донецького аеропорту» (посмертно).
- У лютому 2016-го в Старокостянтинові відкрито меморіальну дошку честі Ігоря Білика[2].
- Нагороджений іменною зброєю — кортиком.
- Вшановується в меморіальному комплексі «Зала пам'яті», в щоденному ранковому церемоніалі 21 січня[3][4].